# Terre Roche
Pour les articles homonymes, voir Roche (homonymie).
Terre Roche est une auteure-compositrice-interprète américano-irlandaise, née en 1953 à New York, aux États-Unis.

## Biographie
Dès l'enfance, son père fervent catholique Irlandais encourage ses filles à participer à la chorale de l'église locale. À 11 ans, sa sœur Margaret Roche lui offre une guitare pour Noël. Terre Roche commence la musique en réinterprétant les chansons de la musicienne folk Laura Weber qu'elle découvre à la télévision publique américaine.
Elle est l'une des membres fondatrices du trio vocal The Roches aux côtés de ses sœurs Maggie et Suzzy Roche.
Terre Roche est diplômée d'un bachelor en musique de l'Empire State College et enseigne la guitare à The New School, une université privée de New York ainsi qu'à titre privé dans son propre studio.
Elle accompagne son frère, le musicien David Roche sur les albums Here Is Is en 1992 et Harp Trouble in Heaven en 2008.   
En 2013, elle publie ses mémoires dans l'ouvrage Blabbermouth, titre référence à une chanson de l'album The Sound of a Tree Falling.

## Carrière professionnelle

### The Roches (1979 - 2007)
À la fin des années 1960, Terre Roche se produit en duo avec sa sœur Maggie Roche dans les clubs de Greenwich Village. En 1970, elles participent à un séminaire de composition donné par Paul Simon à l’université de New York. Le musicien américain, à la tête d’une société de production pour jeunes musiciens, les invite à participer à l’album There Goes Rhymin’ Simon en 1972 puis s'associe à la production de Seductive Reasoning, premier album du duo édité par Columbia Records en 1975. 
Suzzy Roche rejoint ses sœurs en 1976 pour former le trio vocal The Roches.Un premier album The Roches produit par Robert Fripp du groupe de rock progressif King Crimson sort en 1979. Maggie, Suzzy et Terre enregistrent 13 albums entre 1979 et 2007. 
En 2004, Terre et Maggie Roche coécrivent l'album I Gave My Love a Kerry, en soutien au candidat du Parti démocrate John Kerry, lors de l'élection présidentielle américaine. 

### Carrière solo
En 1979, Terre Roche accompagne Robert Fripp sur les titres Mary, Exposure et I've Had Enough of You, issus de l'album Exposure, premier projet personnel du guitariste chez E.G. Records. Seule ou en trio, la musicienne multiplie les collaborations, de Philip Glass, Loudon Wainwright III, Laurie Anderson à Amy Ray et Emily Saliers, membres de Indigo Girls.
Au début des années 1990, Terre Roche interprète sur scène aux côtés d'Iggy Pop, le rôle de Squeaky Fromme dans l'opéra avant-gardiste du compositeur américain John Moran, intitulé The Manson Family et commissionné par le Lincoln Center for the Performing Arts de New York.
En 1995, The Roches se sépare une première fois après la sortie de Can We Go Home Now. En 1997, Terre présente au Bottom Line Club de New York son nouveau groupe Terre And Her Moodswings, accompagnée de 15 musiciens issus du swing tels Joe Deninzon, Andrea Pejrolo, Garry Dial, Richard DeRosa, Marc Mommaas et Joe Deninzon.
Elle édite The Sound of a Tree Falling, son premier album solo en 1998, chez Earth Rock Wreckerds. 
En 2008, elle est co-créatrice avec le pianiste de jazz Garry Dial de US An'Them, une collection d’hymnes nationaux provenant de 16 pays différents. 
Elle est membre avec les musiciens Sidiki Condé, Marlon Cherry et Paul Brantley du groupe Afro-Jersey.
En 2015, l'album Imprint regroupe une sélection de compositions originales de Terre Roche, accompagnée par le bassiste Jay Anderson.

## Discographie

### Carrière solo
- 1998 : The Sound of a Tree Falling, Earth Rock Wreckerds
- 2008 : US An'Them, Terre Roche et Garry Dial , JustDialRoche Records
- 2013 : Afro-Jersey
- 2015 : Imprint, Terre Roche et Jay Anderson, Cd Baby Records

### The Roches (1979 - 2007)
- 1979 : The Roches, Warner Bros
- 1980 : Nurds, Warner Bros
- 1982 : Keep On Doing, Warner Bros
- 1985 : Another World, Warner Bros
- 1986 : No Trespassing, ThRReal Live Records
- 1989 : Speak, TRhMCA
- 1990 : We Three Kings, MCA
- 1992 : A Dove, MCA
- 1994 : Will You Be My Friend?, Baby Boom Music
- 1995 : Can We Go Home Now, Rykodisc
- 2003 : The Collected Works of the Roches, Rhino Records
- 2007 : Moonswept, oche429 Records

### Maggie et Terre Roche
- 1975 : Seductive Reasoning, Columbia
- 2004 : I Gave My Love a Kerry, Earth Rock Wreckerds

### Contributions
- 1973 : There Goes Rhymin' Simon, Paul Simon, Maggie et Terre Roche, Columbia
- 1979 : Exposure, Robert Fripp, chant sur Mary, Exposure et I've Had Enough of You, E.G. Records
- 1986 : Songs from Liquid Days, Philip Glass, chant sur Liquid Days, Philipp Glass, David Byrne, The Roches, CBS
- 1988 : Stay Awake, album de reprises des chansons des films de Disney, Hal Willner, Little April Shower extrait de Bambi, A&M Records
- 1989 : Rites of Passage, Indigo Girls, chant sur Virginia Woolf et Airplane, Epic Records
- 1994 : Swamp Ophelia, Indigo Girls, chant sur Reunion, Epic Records
- 1997 : Time and Love: The Music of Laura Nyro, Laura Nyro, reprise du titre Wedding Bell Blues, Astor Place
- 1998 : What's That I Hear ? The Songs of Phil Ochs, Phil Ochs, The Bells adaptation d'un poème d'Edgar Allan Poe, Sliced Bread Records
- 1999 : Happily Never After, John Eddie, chant sur Won't Be Me, Lost American Thrill Show Records
- 2000 : The Brian Woodbury Songbook, Brian Woodbury, chant sur Explain the Rain, Some Phil Records [18]
- 2004 : Little Noises, Marcia Pelletiere, performance sur My Friend in Herself, Saf'Lini Music
- 2004 : My Last Go Round, Rosalie Sorrels, chant sur My Home Ain't In The Hall of Fame, Red House Records
- 2005 : Sidiki, Sidiki Conde, Innova Recordings [19]
- 2005 : Box of Photographs, Johnny Rodgers, chant sur Mary Jean et Home To Mendocino, PS Classics
- 2006 : Dual Edge, Al Stewart with Dave Nachmanoff, reprise du titre de Bob Dylan, It's All Over Now, Baby Blue, CatSkip Records
- 2007 : Endless Highway : Music of The Band, The Band, The Roches, reprise de Acadian Driftwood par The Roches, Milan Records